# Guy de Rothschild

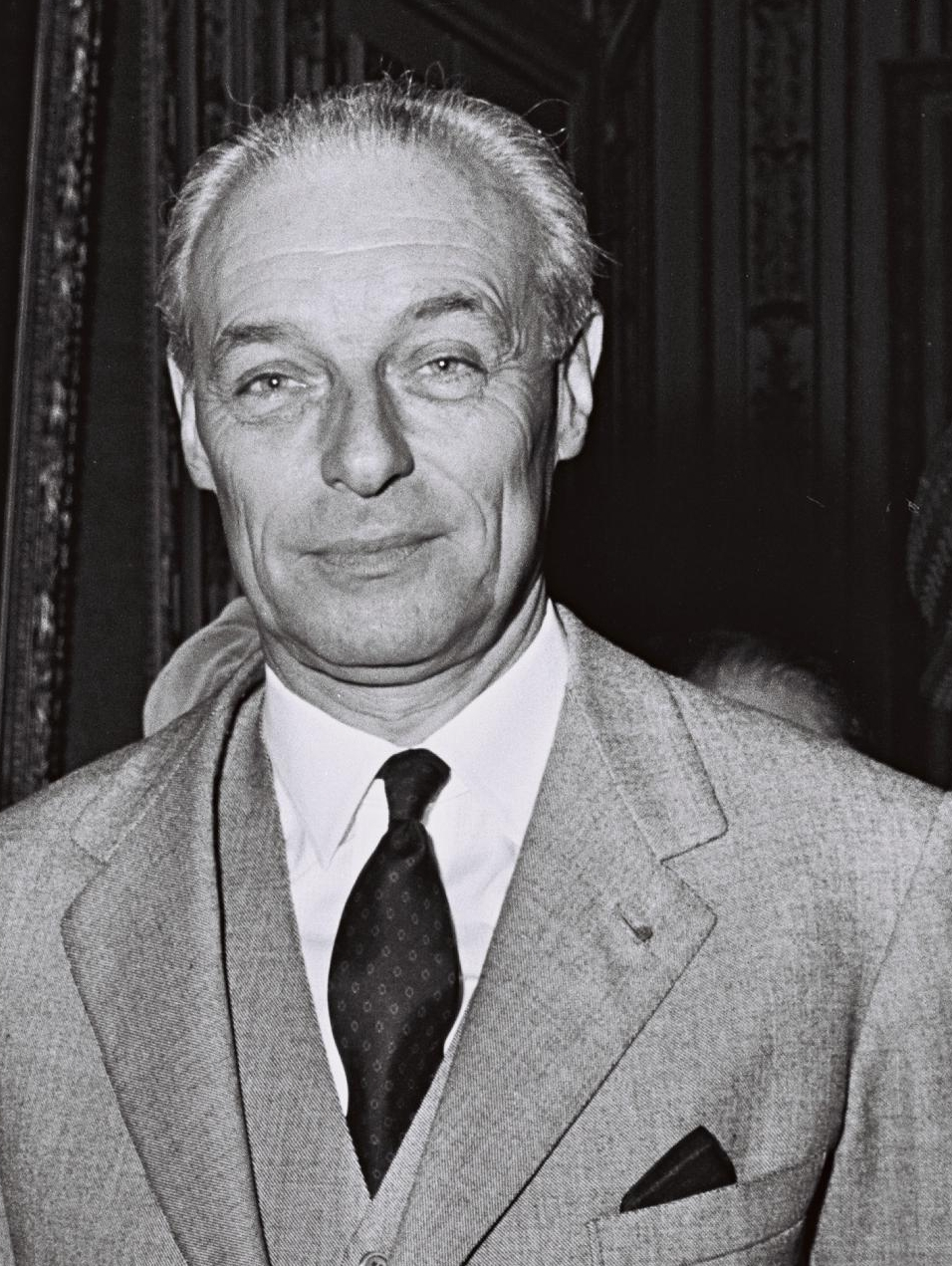
Guy de Rothschild, 1964

Baron Guy Édouard Alphonse Paul de Rothschild (* 21. Mai 1909 in Paris, Frankreich; † 12. Juni 2007 ebenda) war ein französischer Bankier und Industrieller sowie Mitglied der Bankiersdynastie Rothschild. Er leitete von 1967 bis 1979 die Familienbank Banque Rothschild mit Sitz in Paris, die 1941 und 1981 verstaatlicht wurde. Zudem unterhielt er enge Beziehungen zu den französischen Präsidenten Charles de Gaulle und Georges Pompidou.

## Leben und Werk
Guy de Rothschild war der zweite Sohn von Édouard Alphonse James de Rothschild und als Mitglied des französischen Zweiges der Bankiersdynastie Rothschild Teil des Pariser jüdischen Großbürgertums.
Zu Beginn des Zweiten Weltkrieges kämpfte er als Hauptmann der Reserve für Frankreich, während der Familienbesitz durch das im von Nazi-Deutschland unbesetzten Teil Frankreichs tätige sogenannte Vichy-Regime enteignet wurde. Viele Mitglieder seiner Familie flohen daraufhin ins Exil, darunter sein Vater Édouard de Rothschild sowie sein Bruder. Im Herbst 1941 ging er ebenfalls ins Exil und zog in die Vereinigten Staaten, ging jedoch 1943 nach Großbritannien, wo er sich General Charles de Gaulles Widerstandsbewegung Forces Françaises Libres anschloss. 1944 verstaatlichte de Gaulle dennoch einen Teil des Rothschild-Besitzes in den Bereichen Strom und Versicherungen.
Nach dem Krieg baute er das Rothschild-Bankwesen wieder auf und wurde von 1967 bis 1979 Chef der Banque Rothschild, die bald Industriebereiche, den Bergbaukonzern Rio Tinto Zink, eine Reederei sowie Ölgesellschaften und Hotels in aller Welt kontrollierte. Er wurde ein einflussreicher Bankier mit einem weiten Beziehungsnetz. So unterhielt er gute Beziehungen zum späteren französischen Präsidenten und Premierminister Georges Pompidou, der für die Familienbank fünf Jahre lang arbeitete. Zudem wurde Guy de Rothschild in den 1960er und 1970er Jahren ein einflussreicher Regierungsberater. Politisch stand er Charles de Gaulle sehr nahe. Auch mit Edouard Balladur und Jacques Chirac war er befreundet. 1973 schenkte er das Schloss Ferrières, wo er aufgewachsen war, der Universität von Paris. 1978/79 gab er den Vorsitz der Bank an seinen Sohn David weiter und engagierte sich in den nächsten drei Jahren für die Sozialisten unter François Mitterrand. Nach dem Wahlsieg Mitterrands wurde die Banque Rothschild 1981 gleichwohl verstaatlicht; die Rothschilds wurden mit 504 Millionen Franc entschädigt.
Nach der Verstaatlichung verließ Guy de Rothschild Frankreich und ließ sich in New York nieder, wo er die Investmentbank Rothschild Inc. gründete. In den 1980er Jahren kehrte er wieder in sein Heimatland zurück, nachdem er die Erlaubnis zur Eröffnung einer neuen Bank bekam.
Von 1949 bis 1962 war er Präsident des Consistoire central israélite, der obersten Organisation des Judentums in Frankreich.
Rothschild war in erster Ehe mit Alix Schey de Koromla (1911–1982; aus dem Rothschild-Zweig „von Worms“) verheiratet; aus dieser Beziehung entstammt der Sohn David de Rothschild (* 1942). In zweiter Ehe war er seit 1957 mit Marie-Hélène van Zuylen van Nyevelt (1927–1996) verheiratet. Der gemeinsame Sohn Édouard de Rothschild wurde ebenfalls Bankier. Rothschild engagierte sich leidenschaftlich im Reitsport und gewann mit seinen Galopp-Rennpferden zahlreiche internationale Preise.